# Triors
Triors – miejscowość i gmina we Francji, w regionie Owernia-Rodan-Alpy, w departamencie Drôme.
Według danych na rok 1990 gminę zamieszkiwały 383 osoby, a gęstość zaludnienia wynosiła 68 osób/km² (wśród 2880 gmin regionu Rodan-Alpy Triors plasuje się na 1249. miejscu pod względem liczby ludności, natomiast pod względem powierzchni na miejscu 1464.).
W Triors znajduje się opactwo benedyktyńskie opactwo Matki Bożej, należące do Kongregacji Solesmeńskiej.

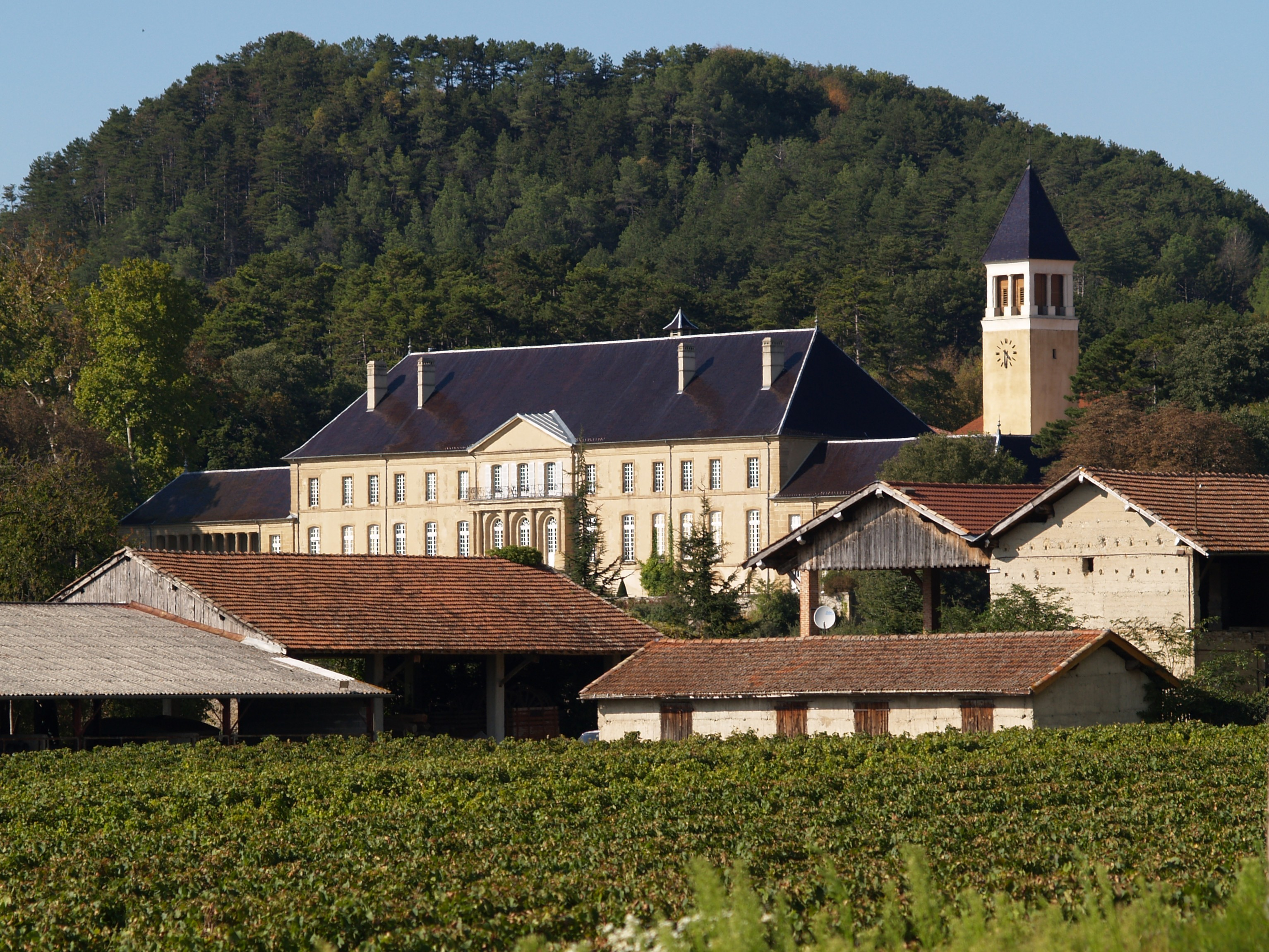
Opactwo, 2007